# Plumipalpiella
Plumipalpiella és un gènere monotípic d'arnes de la família Crambidae. Conté només una espècie, Plumipalpiella martini, que es troba a Amèrica del Nord, on s'ha registrat a Califòrnia.